# 崔聚
崔聚（？—1427年），安徽怀远人，明朝军事将领。
崔聚在靖难之役中跟随明成祖起兵。1410年（永乐八年），跟随明成祖北伐蒙古，击败蒙古兵于广漠戍。1425年（洪熙元年），官至左军都督佥事。
1426年（宣德元年），成山侯王通出兵安南讨伐黎利，被黎利打败。朝廷以柳升征虏副将军，任总兵官；又以保定伯梁铭为左副总兵，都督崔聚为参将，尚书李庆赞军务，率领步兵骑兵共七万，与黔国公沐晟会同前往征讨。翌年梁铭病死，由崔聚率领其部众，率军至昌江，遭到蓝山起义军的包围。蓝山军以战象攻入阵中，明军阵型大乱。蓝山军大声劝降，但明军无一投降，或阵亡，或逃跑，全军覆没。崔聚力战被俘，蓝山军千方百计劝其投降，始终不屈服，最后被处死。